# Девід Генрі
Девід Генрі (англ. David Henry; нар. 24 лютого 1975, Аврора, штат Колорадо, США) — професійний американський бодібілдер, учасник конкурсів Містер Олімпія і Нью-Йорк Про.

## Життєпис

### Ранні роки
Девід Генрі народився 24 лютого 1975 року в місті Аврора, штат Колорадо. Батьки Девіда — військовослужбовці. Батько — військовий льотчик, мати — співробітник комісаріату бази ВПС. Дитинство Дейва пройшло в передмісті Сан-Антоніо. З раннього дитинства Генрі захоплювався легкою атлетикою, а до 17 років почав бодібілдерські тренування під враженням від фільму Помпуючи залізо. Роком пізніше він вже виступив і переміг на своїх перших аматорських змаганнях, що проводяться компанією Muscle Tech. Вперше на серйозному турнірі Девід виступив в 2001 році — це був Нішіоналз (NPC), де він зайняв 11-е місце у середній ваговій категорії. У 2002 році Генрі став другим на Чемпіонаті США і першим на Нашіоналз.

### Кар'єра бодібілдера
Першим турніром в професійній лізі IFBB став Флорида Про 2004 року, де Генрі став 10-м.
У 2005 році Девід вперше взяв участь в турнірі Містер Олімпія і відразу ж зайняв 1-е місце в категорії до 92 кг, і 14-е місце в загальному заліку. З цього моменту він не пропускав жодної Олімпії, за винятком 2011 року: в цьому році він не змагався взагалі. Перерва була пов'язана з його професійною діяльністю. Сержант Девід Генрі — диспетчер по озброєнню ВВС США, в його обов'язки входить комплектація озброєнням бойових літаків. У 2011 році у зв'язку з інтервенцією військ НАТО в Лівії, Девід брав участь в операціях армії США.
У 2012 році він зайняв 1-е місце на турнірі Європа Супершоу. На Містер Олімпія 2012 і 2013 років Генрі був другим, поступившись Джеймсу Льюїсу.

## Тренування
В 17 років Девід почав займатися за принципом «чим більше, тим краще», однак це не принесло йому бажаного результату. Далі були експерименти з системою Heavy Duty Майка Ментцера. З приводу системи Ментцера Дейв в одному з інтерв'ю висловився так:
|  | Всі говорять, що їм подобаються принципи Ментцера, але вони воліють спостерігати, як це роблять інші. Я скоротив обсяг роботи до одного підходу на кожну частину тіла і ходжу в спортзал тільки 3 дні на тиждень. І я росту, як божевільний! |

В основі тренінгу Дейва лежить робота з субмаксимальною вагою в 4-6 повтореннях на великі групи м'язів і в 8-10 повтореннях на дрібні. У 2004 році Девід Генрі познайомився з Данте Труделем і почав практикувати його систему «Doggcrapp Training», яка також заснована на роботі з субмаксимальною вагою. Основою системи є один сет з двома проміжними паузами в 15 вдихів-видихів між ними, і подальша екстремальна розтяжка м'язових волокон протягом 60-90 секунд для подовження м'язових фасцій. За словами самого Генрі, з липня 2004 року у нього стався найбільший сплеск м'язового зросту. Але він підкреслює, що ця система тільки для просунутих атлетів, чий стаж не менше 6 років безперервного тренінгу. До речі, журнал FLEX включив Девіда Генрі в ТОП-10 фанатиків тренувань. Девід посів сьому місце.
Генетичною особливістю Девіда Генрі є низький відсоток підшкірного жиру, що дозволяє йому не особливо обмежувати себе в дієті. У міжсезоння він по будніх днях виключає ранковий прийом вуглеводів, у вихідні їсть без обмежень. В ці дні калорійність його раціону може підскочити до 7-10 тисяч ккал. Однак за 4 тижні до змагань Дейв припиняє «бенкети» по вихідних і починає вирівнювати вуглеводи: в один день може спожити велику їх кількість, у другий день — середнє, на третій день — мінімальне. Причому, немає двох однакових днів і будь-якої системи в їх чергуванні. У міжсезоння Генрі вживає 350–400 грам білка в день. В останні 4 тижні перед турніром споживання білка плавно збільшується.

## Цікаві факти
- Девід Генрі — єдиний спортсмен, який вдало поєднує кар'єру професійного культуриста із службою у збройних силах США. Армія забезпечує його фінансово і гарантує пенсію, якої немає у професійних бодібілдерів. Специфіка посади дозволяє Дейву відлучатися на змагання та гостьові позування. Однак служба має і свої мінуси: Генрі доводилося виїжджати в гарячі точки, часто змінювати місця проживання, пропускати змагання, робити перерви в тренувальному графіку.

## Особисте життя
Зараз Девід Генрі проживає в місті Тусон, штат Аризона, де має свій тренажерний зал.

## Виступи
- Гран Прі Корея — 5 місце в категорії до 96 кг (2014)
- Містер Олімпія — 9 місце в категорії до 96 кг (2014)
- Гран Прі Австралія — 7 місце (2014)
- Арнольд Класік — 2 місце в категорії до 96 кг (2014)
- Шеру Класік — 1 місце в категорії до 96 кг (2013)
- Фенікс Про — 1 місце в категорії до 96 кг (2013)
- Містер Олімпія — 2 місце в категорії до 96 кг (2013)
- Шеру Класік — 1 місце в категорії до 96 кг (2012)
- Містер Олімпія — 2 місце в категорії до 96 кг (2012)
- Європа Супершоу — 1 місце в категорії −212 lb до 96 кг (2012)
- Містер Олімпія — 2 місце в категорії до 91,7 кг (2010)
- Джексонвіль Про — 1 місце в категорії до 91,7 кг (2010)
- Європа Битва чемпіонів — 2 місце в категорії до 91,7 кг (2010)
- Містер Олімпія — 2 місце в категорії до 91,7 кг (2009)
- Тампа Бей Про — 1 місце в категорії до 91,7 кг (2009)
- Нью-Йорк Про — 3 місце в категорії до 91,7 кг (2009)
- Містер Олімпія — 15 місце (2008)
- Містер Олімпія — 1 місце в категорії до 91,7 кг (2008)
- Тампа Бей Про — 3 місце (2008)
- Тампа Бей Про — 1 місце в категорії до 91,7 кг (2008)
- Нью-Йорк Про — 4 місце (2008)
- Нью-Йорк Про — 2 місце в категорії до 91,7 кг (2008)
- Арнольд Класік — 12 місце (2008)
- Ironman Pro Invitational — 12 місце (2008)
- Ironman Pro Invitational — 6 місце (2007)
- Містер Олімпія — 10 місце (2007)
- Атлантик-Сіті Про — 3 місце (2007)
- Колорадо Про — 5 місце (2007)
- Арнольд Класік — 14 місце (2007)
- Містер Олімпія — 16 місце (2006)
- Нью-Йорк Про — 4 місце (2006)
- Колорадо Про — 3 місце (2006)
- Арнольд Класік — 11 місце (2006)
- Ironman Pro Invitational — 2 місце (2006)
- Містер Олімпія — 14 місце (2005)
- Містер Олімпія — 1 місце в категорії до 91,7 кг (2005)
- Європа Супершоу — 4 місце (2005)
- Торонто / Монреаль Про 7 місце (2005)
- Сан-Франциско Про — 7 місце (2005)
- Арнольд Класік — 12 місце (2005)
- Ironman Pro Invitational — 7 місце (2005)
- Сан-Франциско Про — 8 місце (2004)
- Ironman Pro Invitational — 6 місце (2004)